# Mind-wandering

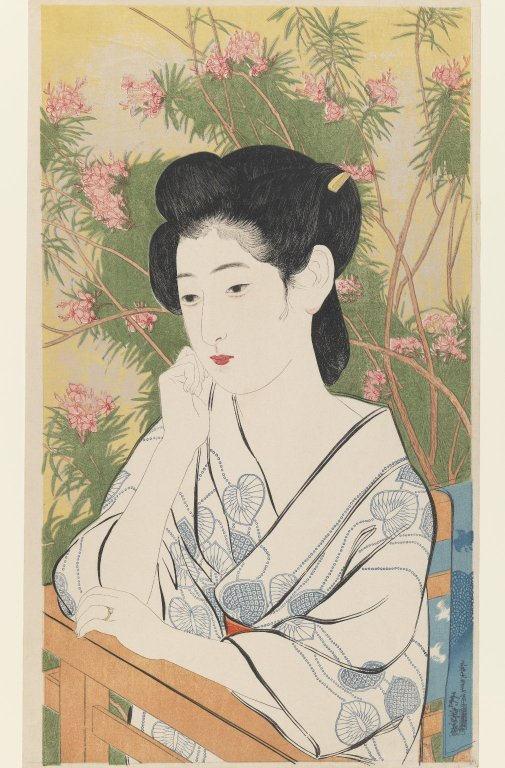
Onsen yado, quadro di Hashiguchi Goyō, Brooklyn Museum

Il mind-wandering (in italiano reso anche con mente vagabonda) è latamente definito come pensieri che non scaturiscono dal compito presente. Il mind-wandering consiste di pensieri che non hanno relazione con un compito e sono indipendenti da stimoli. In generale, nel linguaggio comune il mind-wandering si potrebbe descrivere come l'esperienza di pensieri che non rimangono a lungo su un singolo argomento, specie quando si è alle prese con un compito che richiede attenzione. Si presenta in tre sottotipi: sogno ad occhi aperti (daydreaming) positivo costruttivo, paura colpevole del fallimento, e scarso controllo attenzionale. L'espressione "sogno a occhi aperti" è usata anche nel linguaggio popolare e può indicare in toto il fenomeno del mind wandering.
Un primo contesto in cui spesso si manifesta è quello della lezione a scuola, ragion per cui un filone di studi in psico-pedagogia ha iniziato a indagare le cause e i risvolti positivi e negativi del mind wandering nell'apprendimento scolastico.
Un altro contesto in cui spesso si manifesta il mind-wandering è la guida di veicoli. Il motivo è che guidare in condizioni ottimali diventa un'attività quasi automatica che può richiedere minimo uso del task positive network, la rete cerebrale che è attiva quando si è impegnati in un'attività che richiede attenzione. In situazioni in cui la vigilanza è bassa, non ci si ricorda di quel che è successo nell'ambiente circostante perché si è occupati dai propri pensieri. Il fenomeno è noto come ipotesi del disaccoppiamento.
Gli studi che usano potenziali evento-correlati (ERP) hanno quantificato la misura in cui il mind-wandering riduce l'elaborazione corticale dell'ambiente esterno. Quando i pensieri sono irrelati al compito del momento, il cervello elabora in modo meno dettagliato sia le informazioni rilevanti per il compito, sia quelle che non lo sono.
Il mind-wandering appare un tratto stabile delle persone e uno stato transitorio. Alcuni studi hanno collegato i problemi di prestazione in laboratorio e nella vita di tutti i giorni. Il mind-wandering è stato associato a possibili incidenti stradali. Il mind-wandering è anche intimamente collegato agli stati d'animo. Alcuni studi indicano che i pensieri irrelati al compito sono comuni nelle persone con umore basso o depresso. Il mind-wandering si manifesta anche nelle persone che hanno assunto dosi eccessive di alcol.
Alcuni studi hanno rilevato un bias di prospettiva nel pensiero spontaneo poiché gli individui tendono a formulare pensieri che riguardano più il futuro che il passato durante il mind-wandering. È opinione comune che il default mode network sia coinvolto nel mind-wandering e nel pensiero diretto all'interno (del soggetto pensante), sebbene ricerche recenti abbiano messo in discussione questo assunto.

## Storia
La ricerca sul mind-wandering inizia nell'Inghilterra del XVIII secolo. I filosofi britannici non riuscivano a stabilire se il mind-wandering nascesse nella mente o se fosse una causa esterna a provocarlo. Nel 1921 Varendonck pubblicò The Psychology of Day-Dreams, in cui teneva traccia delle sue "'serie di pensieri' per identificarne le origini, nella maggior parte dei casi irrilevanti influenze esterne".
Wallas (1926) considerò il mind-wandering un aspetto importante di quel che chiamava seconda fase del pensiero creativo — incubazione. Solo negli anni 1960 si condussero i primi studi documentati sul mind-wandering, John Antrobus e Jerome L. Singer svilupparono un questionario e discussero l'esperienza del mind-wandering.
Detto questionario, noto come Imaginal Processes Inventory (IPI), fornisce una misura del mind-wandering in termini di tratto e valuta l'esperienza in tre dimensioni: quanto sono vividi i pensieri della persona, quanti di essi sono basati su colpa o paura, e quanto una persona va a fondo nel pensiero. Con lo sviluppo continuo della tecnologia, gli psicologi iniziano ad usare la risonanza magnetica funzionale, e a dipendere in minor misura dai racconti verbali.

## Metodi di ricerca
Jonathan Smallwood e colleghi diffusero la prassi di studiare il mind-wandering mediante campionamento di pensieri e questionari. Il mind-wandering viene studiato ricorrendo al campionamento di esperienze immediato o retrospettivo. Un paradigma comunemente usato per studiare il mind-wandering è il SART (sustained attention to response task, attenzione prolungata a un compito di risposta).
In un compito SART ci sono due categorie di parole. Una è data dalle parole bersaglio. In ciascun blocco del compito appare una parola per circa 300 ms, c'è una pausa, poi un'altra parola. Quando compare una parola bersaglio, il partecipante preme un tasto particolare. Circa il 60% delle volte dopo una parola bersaglio compare un test di pensiero, per verificare che i pensieri del partecipante fossero sul compito. Se i partecipanti non erano concentrati sul compito erano incorsi in pensieri irrelati al compito (TUT, task-unrelated thought), il che significa mind-wandering.
Un altro compito per giudicare il manifestarsi di TUT è l'experience sampling method (ESM). I partecipanti portano con sé un computer palmare che emette un segnale alcune volte al giorno. In quei momenti viene somministrato un questionario. Le sue domande sono varie, ma possono essere: (a) se la loro mente stava vagando in quell'istante (b) che stato di controllo avevano sui loro pensieri e (c) qual era il contenuto dei loro pensieri.
Si fanno anche domande sul contesto per misurare il livello di attenzione necessario al compito. Un processo usato consisteva nel dare ai partecipanti qualcosa su cui concentrarsi e in momenti diversi chiedere loro a cosa stessero pensando. Quelli che non stavano pensando all'oggetto assegnato venivano considerati "vaganti" (wandering). Un altro processo prevedeva che i partecipanti tenessero un diario del loro mind-wandering. Veniva loro chiesto di stilare una breve descrizione del loro mind-wandering e del momento in cui accadeva. Queste metodologie sono migliorative rispetto a metodi precedenti, che erano inconcludenti.

## Neuroscienze
Il mind-wandering è importante per comprendere come il cervello produca ciò che William James chiamava serie di pensieri e flusso di coscienza. Questo aspetto della ricerca sul mind-wandering mira a comprendere come il cervello generi i pensieri spontanei e relativamente sfrenati che si concepiscono quando la mente vaga.
Un meccanismo neurale da cui potrebbe derivare questo aspetto dell'esperienza è una rete di zone della corteccia mediale frontale e mediale parietale conosciuta come default network. Questa rete di zone è assai attiva anche quando i partecipanti stanno riposando con gli occhi chiusi facendo pensare che abbia un ruolo nella generazione spontanea di pensieri interni. Un risultato relativamente controverso è che i periodi di mind-wandering sono associati all'aumentata attivazione sia nel sistema di default sia nell'esecutivo; ciò implica che il mind-wandering possa essere spesso orientato ad un obiettivo.
È opinione comune che il default mode network sia collegato al mind-wandering. Il default mode network è attivo quando una persona non è concentrata sul mondo esterno e il cervello è in riposo vigile poiché esperienze come mind-wandering e daydreaming (sognare ad occhi aperti) sono comuni in questo stato.
È attivo anche quando l'individuo pensa ad altri, pensa a sé stesso, ricorda il passato, e fa progetti per il futuro. Tuttavia, studi recenti mostrano che il default mode network fornisce informazioni riguardanti modelli di dettagliata esperienza in stati di compiti attivi. Questi dati suggeriscono che la relazione tra default mode network e mind-wandering resti terreno di congettura.
In aggiunta ai modelli neurali, i modelli computazionali di coscienza basati sulla Global workspace theory di Bernard Baars suggeriscono che il mind-wandering, o "pensiero spontaneo", possa sottendere la competizione tra attività generate internamente ed esternamente, nel tentativo di ottenere accesso ad una rete centrale di capacità limitata.

## Differenze individuali
Ci sono differenze individuali in alcuni aspetti del mind-wandering tra adulti di diverse età. Benché i più anziani riferissero meno mind-wandering, questi partecipanti più vecchi dimostrarono la stessa quantità di mind-wandering dei più giovani. Ci furono anche differenze nel modo in cui i partecipanti reagivano ad un errore.
Dopo un errore, gli adulti più vecchi impiegavano, rispetto ai più giovani, più tempo per ritornare concentrati sul compito. È possibile che gli adulti più anziani riflettano maggiormente su un errore a causa della coscienziosità. La ricerca ha evidenziato che gli adulti più vecchi tendono ad essere più coscienziosi dei giovani. Anche la personalità può influenzare il mind-wandering.
Le persone più coscienziose sono meno inclini al mind-wandering.  L'essere più coscienziosi permette di concentrarsi meglio sul compito e quindi di ridurre i casi di mind-wandering.  Le differenze di mind-wandering tra giovani e anziani possono essere ridotte da questa differenza di personalità.
I disturbi mentali come l'ADHD (disturbo da deficit di attenzione/iperattività) sono collegati al mind-wandering. 

Seli et al. (2015) rilevarono che il mind-wandering spontaneo, lo spostamento incontrollato o ingiustificato dell'attenzione, è caratteristico delle persone nella condizione ADHD. Tuttavia, osservano che il mind-wandering deliberato, o il cambiamento utile della propria attenzione verso uno stimolo differente, non è una caratteristica coerente con la condizione ADHD.
Franklin et al. (2016) arrivarono a conclusioni simili; sottoposero i loro studenti di college a numerose valutazioni psicologiche che misurano la forza del sintomo ADHD. Poi, fecero leggere agli studenti un brano di un libro di testo di scienza generale. In diversi momenti e con intervalli casuali di tempo durante tale lettura, ai partecipanti veniva chiesto se la loro attenzione, prima dell'interruzione, fosse sul compito, leggermente sul compito, leggermente "fuori compito", o totalmente estranea al compito. Inoltre, veniva loro chiesto se, mentre leggevano, erano consapevoli, inconsapevoli dei loro pensieri, o né consapevoli né inconsapevoli. Alla fine, veniva dato loro il compito di premere la barra spaziatrice se fosse capitato loro di sorprendersi intenti al mind-wandering. Per una settimana dopo queste valutazioni, gli studenti risposero a domande di approfondimento, anch'esse volte a misurare mind-wandering e consapevolezza. I risultati di questo studio rivelarono che gli studenti con più alta sintomatologia ADHD mostravano minor controllo orientato al compito, rispetto a quelli con sintomatologia ADHD inferiore. Inoltre, quelli con sintomatologia ADHD più bassa avevano maggior probabilità di dedicarsi al mind-wandering utile o deliberato, ed erano più consapevoli della loro disattenzione. Un punto di forza di questo studio è che si svolse in situazioni sia di laboratorio, sia di vita quotidiana, e si presta perciò ad ampia applicazione.
Il mind-wandering di per sé non è necessariamente indicativo di carenze nella [capacità di] attenzione. Gli studi mostrano che gli esseri umani tipicamente passano dal 25% al 50% del loro tempo assorti in pensieri irrilevanti per le varie situazioni in cui si trovano.
In molti disturbi, quel che è alterato è la regolazione della quantità complessiva di mind-wandering, che porta ad un'aumentata distraibilità nell'esecuzione di compiti. Inoltre, cambia il contenuto del mind-wandering; i pensieri possono essere più negativi ed orientati al passato, particolarmente instabili e centrati sull'individuo [pensante stesso].

## Memoria di lavoro
Vi sono ricerche recenti riguardo la relazione tra mind-wandering e capacità di memoria di lavoro. La capacità di memoria di lavoro rappresenta l'abilità della persona di avere una buona padronanza della propria mente. Questa relazione ha bisogno di maggiore ricerca per capire come i due aspetti si influenzino reciprocamente. È possibile che il mind-wandering causi prestazioni inferiori nei compiti che richiedono capacità di memoria di lavoro, o che una minore capacità di memoria di lavoro causi più episodi di mind-wandering.
Solo la seconda ipotesi è stata davvero provata. Le segnalazioni di pensieri irrelati al compito sono meno frequenti quando i soggetti stanno eseguendo compiti che non richiedono uso continuo di memoria di lavoro, rispetto a quando [gli stessi soggetti] eseguono compiti che lo richiedono. Ancora, studi sulle differenze individuali dimostrano che quando i compiti non sono impegnativi, alti livelli di capacità di memoria di lavoro sono associati a più frequenti segnalazioni di pensiero irrelato al compito specie quando si concentra sul futuro. Al contrario, quando si eseguono compiti che richiedono attenzione continua, alti livelli di capacità di memoria di lavoro sono associati a meno segnalazioni di pensieri irrelati al compito.
L'insieme di questi dati è coerente con l'affermazione che la capacità di lavoro concorra a sostenere una concatenazione di pensieri, sia che venga generata come reazione ad un evento percettivo, sia che venga auto-generata dall'individuo. Pertanto, in alcune circostanze, l'esperienza di mind-wandering è agevolata da risorse di capacità di memoria. La variabilità con cui la capacità di memoria di lavoro caratterizza un individuo, rispetto ad un altro, ha dimostrato di essere un buon parametro per prevedere come/quanto la naturale tendenza al mind-wandering si manifesterà durante compiti cognitivamente impegnativi e varie attività della vita quotidiana.
Il mind-wandering talvolta avviene in conseguenza di saccadi, cioè di movimenti degli occhi verso differenti stimoli visivi. In un compito anti-saccade, ad esempio, i soggetti con più alti punteggi per la capacità di memoria di lavoro resisterono guardando il segnale visivo meglio dei partecipanti con inferiore capacità di memoria di lavoro. La più alta capacità di memoria di lavoro è associata con meno saccadi verso segnali ambientali.
È stato dimostrato che il mind-wandering è correlato all'orientamento agli obiettivi; le persone con una maggiore capacità di memoria di lavoro mantengono i loro obiettivi più accessibili rispetto a quelle con una minore capacità di memoria di lavoro, permettendo così a questi obiettivi di guidare meglio il loro comportamento e di mantenerli sul compito.
Un altro studio confrontò le differenti velocità nell'elaborare informazioni tra persone di età diverse. Il compito utilizzato era del tipo go/no go, in cui i partecipanti reagivano se una freccia bianca si muoveva in una specifica direzione, ma non reagivano se la freccia si muoveva nell'altra direzione o non era bianca. In questo compito, bambini e giovani adulti dimostravano simile velocità di elaborazione, mentre gli adulti più anziani erano significativamente più lenti. La velocità nell'elaborare informazioni condiziona la quantità di informazioni che si possono elaborare nella memoria di lavoro. Le persone con più alta velocità di elaborazione possono codificare informazioni nella memoria più efficacemente delle persone con velocità di elaborazione inferiore. Questo può portare a ricordare più elementi poiché si possono codificare più cose.

## Memorizzazione
Il mind-wandering influisce sulla memorizzazione, mentre la capacità di memoria di lavoro è direttamente correlata ai livelli di comprensione della lettura. I partecipanti con meno capacità di memoria di lavoro hanno prestazioni inferiori nei test basati sulla comprensione.
Quando si studia il modo in cui il mind-wandering influisce sulla ritenzione delle informazioni, si conducono esperimenti in cui ai partecipanti vengono poste diverse domande su informazioni fattuali o deduttive durante la lettura di un romanzo poliziesco. I partecipanti vengono anche interrogati sullo stato della loro mente prima che vengano poste le domande.
Nel corso della lettura, l'autore fornisce spunti importanti per identificare il colpevole, noti come episodi cruciali di inferenza (inference critical episode, ICE). Le domande vengono poste in modo casuale e prima del raggiungimento degli episodi cruciali. È stato riscontrato che gli episodi di mind-wandering, soprattutto all'inizio del testo, portano a una peggiore identificazione del colpevole e a risultati peggiori sia nelle domande fattuali sia in quelle deduttive.
Dunque, quando il mind-wandering si verifica durante la lettura, il testo non viene elaborato abbastanza bene da ricordare le informazioni importanti del racconto. Inoltre, sia il momento sia la frequenza del mind-wandering concorrono a determinare quante informazioni vengano ritenute dalla descrizione.

## Comprensione del testo
La comprensione del testo dev'essere analizzata anche in relazione alla difficoltà del testo. Per questa valutazione, i ricercatori forniscono una versione facile ed una difficile di un compito di lettura. Durante questo compito, i partecipanti vengono interrotti e viene loro chiesto se i loro pensieri, al momento dell'interruzione, fossero stati pertinenti o irrelati al compito. Ne risulta che il mind-wandering ha un effetto negativo sulla comprensione del testo nelle letture più difficili.
Questo assunto corrobora l'ipotesi delle "risorse esecutive", secondo cui tanto i pensieri pertinenti quanto quelli irrelati al compito (task-unrelated thought, TUT) si contendono la disponibilità di risorse di funzioni esecutive. Di conseguenza, quando il compito principale è difficile, sono disponibili per il mind-wandering poche risorse, viceversa quando il compito è semplice, la possibilità di mind-wandering abbonda, perché basta poco controllo esecutivo per concentrarsi su compiti facili.
Comunque, il mind-wandering tende a manifestarsi più spesso nelle letture più difficili, comparativamente a quanto avviene con le letture più facili. Di conseguenza, è possibile che, analogamente a quanto appena discusso in tema di ritenzione delle informazioni, il mind-wandering aumenti quando i lettori faticano a costruirsi un modello del racconto.

## Felicità
Nell'ambito della sua ricerca per il dottorato all'università di Harvard, Matthew Killingsworth utilizzò un'app per iPhone che annotava i sentimenti dell'utente in tempo reale. Lo strumento interpella l'utente ad intervalli casuali, chiedendo: "Quanto ti senti felice in questo istante?" e "Cosa stai facendo ora?" L'analisi di Killingsworth e Gilbert suggerì che il mind-wandering fosse molto più tipico nelle attività di ogni giorno che in condizioni di laboratorio.
Essi espongono anche che le persone erano meno felici quando la loro mente stava "vagando" rispetto a quando erano occupati in qualche cosa. Questo effetto era in qualche modo contraddetto dalla tendenza delle persone di abbandonarsi al mind-wandering rivolto a lieti argomenti, ma il mind-wandering "infelice" aveva maggiore probabilità di essere valutato più spiacevole rispetto ad altre attività.
Gli autori osservano che i malumori possono anche causare il mind-wandering, ma lo sfasamento temporale tra il mind-wandering e il malumore suggerisce che il mind-wandering stesso porti a stati d'animo negativi. Inoltre, la ricerca suggerisce che suggerisce che a prescindere dalla capacità di memoria di lavoro, i soggetti partecipanti a esperimenti sul mind-wandering riferiscano più episodi di mind-wandering quando sono annoiati, stressati, o infelici.

## Funzioni esecutive
Le funzioni esecutive (EF) sono processi cognitivi che inducono una persona a prestare attenzione o a concentrarsi su un compito. Tre funzioni esecutive che riguardano la memoria sono inibizione, aggiornamento e cambiamento. L'inibizione controlla attenzione e pensieri di una persona quando abbondano le distrazioni. L'aggiornamento riesamina vecchie informazioni e le sostituisce con informazioni nuove nella memoria di lavoro. Il cambiamento controlla la capacità di spostare l'attenzione da un compito all'altro. Tutte e tre le EF sono correlate al mind-wandering.
Le funzioni esecutive hanno un ruolo in problemi di attenzione, controllo di attenzione, controllo di pensiero, e capacità di memoria di lavoro. I problemi di attenzione sono collegati ai problemi di comportamento come disattenzione, impulsività e iperattività. Questi comportamenti rendono difficile restare sul compito, portando a più mind-wandering. Maggiori abilità di inibizione e aggiornamento sono correlate a minori livelli di problemi di attenzione nell'adolescenza.
La funzione esecutiva inibente controlla attenzione e pensiero. Il mancato intervento dell'inibizione è una causa diretta di mind-wandering. Il mind-wandering è anche connesso alla capacità di memoria di lavoro (working memory capacity, WMC). Le persone con elevata WMC hanno meno mind-wandering nei compiti di alta concentrazione, indipendentemente da quanto siano noiosi. Le persone con bassa WMC vanno meglio nel rimanere sul compito per quanto attiene ai compiti di bassa concentrazione, ma quando aumenta la difficoltà dei compiti faticano a mantenere i pensieri concentrati sul compito.
L'aggiornamento ha luogo nella memoria di lavoro, quindi quelli che hanno bassa WMC hanno anche minore efficienza nella funzione esecutiva di aggiornamento. Questo significa che una funzione esecutiva di aggiornamento a basse prestazioni può essere un indicatore di alto mind-wandering.  La memoria di lavoro fa affidamento sulle funzioni esecutive, e il mind-wandering è un indicatore della loro carenza. I pensieri irrelati al compito (task-unrelated thought, TUT) sono manifestazioni comportamentali empiriche di mind-wandering nella persona. Più a lungo si esegue un compito, tanti più TUT vengono segnalati. Il mind-wandering è un'indicazione di mancato intervento del controllo esecutivo, caratterizzata dai TUT.
La metacognizione serve a correggere il mind-wandering, interrompendo i pensieri spontanei e riportando l'attenzione verso compiti più "proficui".

## Giocherellare

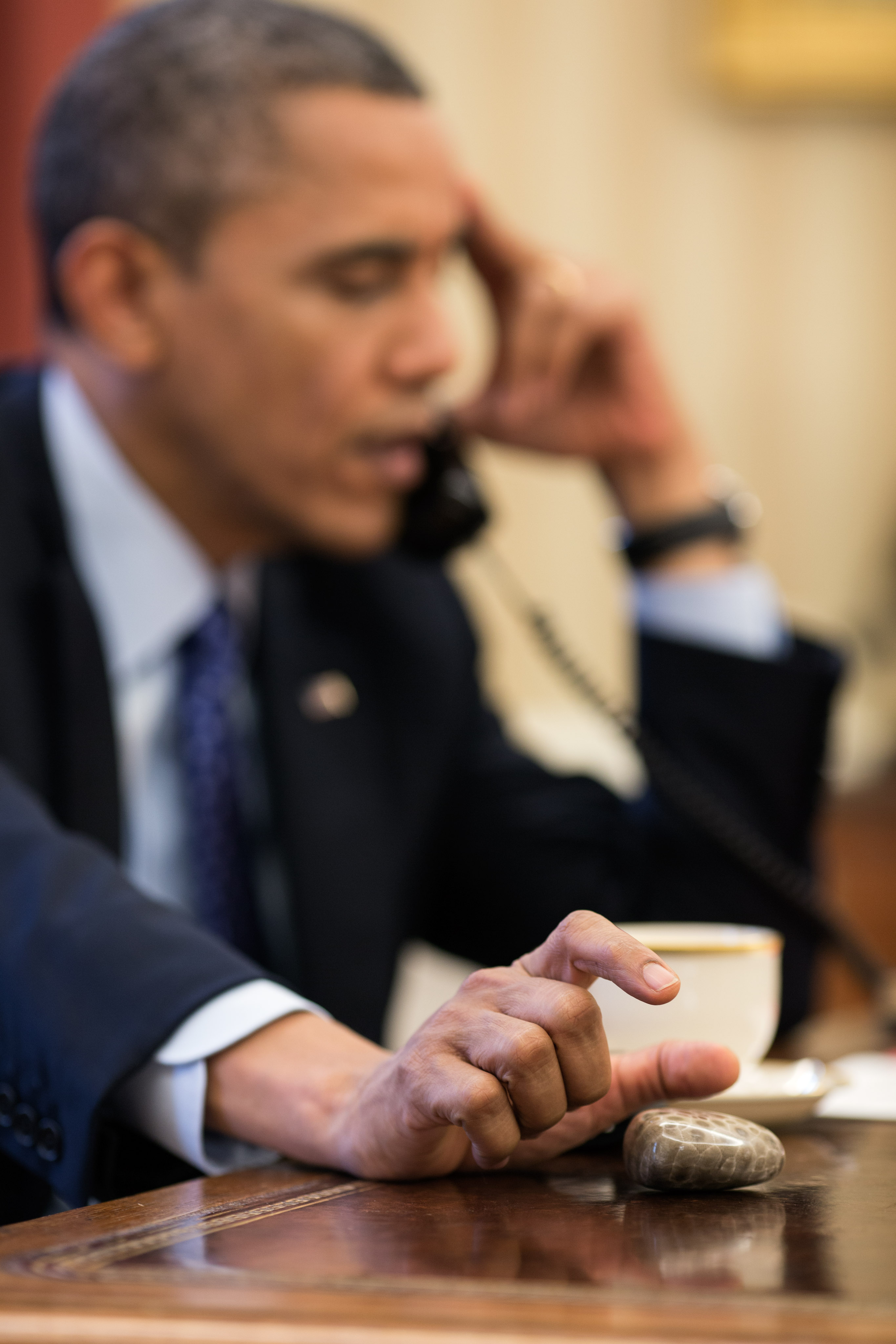
Barack Obama giocherella con una pietra di Petoskey durante una telefonata (2012)

Paul Seli e colleghi hanno dimostrato che il mind-wandering spontaneo è associato con l'aumentato giocherellare; all'opposto, interesse, attenzione e concentrazione visiva portano alla Non-Instrumental Movement Inhibition (inibizione del movimento non finalizzato). Una possibile applicazione di questo fenomeno è che la rilevazione di movimenti non finalizzati può essere indicatore di attenzione o noia nell'apprendimento assistito da computer.
È tradizionale opinione di insegnanti e studenti che il giocherellare sia un segno di attenzione diminuita, il che è riassunto dalla massima, "Concentrazione di consapevolezza, e concentrazione di movimenti, diffusione di idee e diffusione di movimento vanno assieme." Tuttavia, James Farley e colleghi hanno proposto che il giocherellare non è solo un indicatore del mind-wandering spontaneo, ma è anche un tentativo subconscio di aumentare l'eccitazione per migliorare l'attenzione e così ridurre il mind-wandering.